# Сумрак сага: Млад месец
Сумрак сага: Млад месец (енгл. The Twilight Saga: New Moon), скраћено Млад месец, амерички је љубавни и фантастични филм из 2009. године у режији Криса Вајца. Темељи се на истоименом роману Стефени Мајер. Други је део филмског серијала Сумрак сага и наставак филма Сумрак из 2008. године. Главне улоге глуме Кристен Стјуарт, Роберт Патинсон и Тејлор Лаутнер.
Крајем новембра 2008. Summit Entertainment дао је зелено светло наставку, након претходног успеха филма Сумрак. Снимање је почело крајем марта 2009. у Ванкуверу, као и крајем маја 2009. у Монтепулчану. Премијерно је приказан 16. новембра 2009. године у Лос Анђелесу, док је 20. новембра поставио рекорд за најраспрострањенију поноћну пројекцију, са зарадом од 26,3 милиона долара, али је овај рекорд оборио његов наставак, Помрачење. Ово је довело до највећег прихода на домаћем тржишту у једном дану на дан премијере, са 72,7 милиона долара, све док га 2011. није предухитрио Хари Потер и реликвије Смрти 2, који је зарадио 91,1 милион долара. Млад месец је такође био трећи са највећом зарадом током првог викенда по почетку приказивања, са укупном зарадом од 142.839.137 долара. Постао је филм са највећом зарадом који је произвео Summit Entertainment, а приказан је у преко 4.100 биоскопа, све док га није надмашило Помрачење.
Од јула 2012 филм је зарадио 184.916.451 долара од DVD продаје у Северној Америци, продавши више од 8.835.501 примерака, од којих је четири милиона продато током првог викенда, надмашивши Сумрак са 3,8 милиона продатих примерака у прва два дана. Иако су га обожаваоци добро прихватили, добио је негативне критике стручњака.

## Радња
На свој осамнаести рођендан, Бела Свон се буди из сна у којем је стара жена, а Едвард Кален, њен бесмртни дечко вампир, вечно млад. Упркос Белином недостатку ентузијазма, Едвардова породица приредила јој је рођенданску забаву. Док отвара поклон, исече се папиром. Едвардов брат, Џаспер, не може да се обузда због мириса Белине крви и покушава да је нападне, али је суздржан. Верујући да он и његова породица угрожавају Белин живот, Едвард раскида с њом, а Калени напуштају Форкс.
Бела је месецима изолована и у тешкој депресији. Њен забринути отац, Чарли, одлучује да је пошаље да живи са мајком у Џексонвилу. Бела одбија и обећава да ће више времена проводити са осталим пријатељима из школе. Она и Џесика гледају филм. Бела прилази групи бајкера грубог изгледа. Опасан сусрет подсећа Белу на претходни напад када ју је Едвард спасао. Замишља да види и чује Едварда и схвата да активности које траже узбуђење могу дочарати његову слику.
Белин пријатељ, Џејкоб Блек, помаже јој у ублажавању бола, проводећи времен заједно. Џејкоб помиње колико његових пријатеља из резервата слуша и поштује Сема. Док гледа филм са Белом и Мајком, Џејкоб одлази након што се одједном узнемирио, што је патила горућа грозница. Бела одлази до Џејкобове куће након што је одбио да је види. Џејкоб је скратио своју дугу косу и сада има исту тетоважу на горњој десној руци као и Сем и други чланови племена. Он говори Бели да се држи подаље од њега.
Када Бела оде на ливаду коју су она и Едвард често посећивали, суочава се са Викторијиним пратиоцем, вампиром Лораном. Док се он спрема да је убије, појави се чопор вукова и напада га. Бела открива да су Џејкоб и остали чланови племена могу променити обличје и претворити у огромне вукове. Њихови непријатељи су вампири, иако постоји споразум између Каленових и племена. Чланови Џејкобовог чопора тренутно су у приправности због Викторије, вампирке која жели да се освети због смрти свог партнера, Џејмса, ког је убио Едвард како би заштитио Белу. Како се Џејкоб усредсређује на свој нови живот, Бела поново остаје сама и враћа се тражењу активности које изазивају узбуђење.
Због неспоразума, Едвард верује да је Бела мртва након што је његова сестра, Алис, имала визију како Бела скаче с литице. Узнемирен, Едвард путује у Италију да затражи од Волтуријевих (моћног ковена вампирских господара) да му окончају живот. Када одбију његов захтев, он планира да их присили на то, када се током великог фестивала изложи људима као вампир. Алис се враћа у Форкс и шокирана је чињеницом да је Бела и даље жива.
Алис и Бела одлазе у Италију да би спасиле Едварда, стижући на време да га спрече да се открије као вампир. Едвард, срећан што је Бела жива, објашњава да је напустио Форкс само да би је заштитио и обећава да више никада неће отићи. Брани Белу од Феликса, једног од Волтурија, који не допуштају људима да буду део вампирског друштва, али Едвард је лако савладан. Како се Волтуријеви спремају да убију Едварда, Бела тражи да уместо њега убију њу. Импресионирани људском спремношћу да жртвује свој живот зарад вампира, одлучују да Бела, која је свесна постојања вампира, мора бити убијена или претворена у вампира. Алис показује Ару — старешини који може да чита мисли путем додира — своју визију Беле као вампира. Аро одлучује да их пусти након што је обећано да ће Бела постати вампир. Након повратка у Форкс, Бела тражи од Каленових да гласају о томе да ће постати вампир. Само Едвард и Розали гласају против. Џејкоб подсећа Едварда да ће вишегодишњи договор с његовим племеном бити прекршен ако било који Кален угризе човека. Бела каже Џејкобу да је то њен избор. Едвард говори Бели да ће је претворити у вампира ако се уда за њега.

## Улоге
- Кристен Стјуарт као Бела Свон
- Роберт Патинсон као Едвард Кален
- Тејлор Лаутнер као Џејкоб Блек
- Ешли Грин као Алис Кален
- Рашел Лефевр као Викторија Садерланд
- Били Берк као Чарли Свон
- Питер Фачинели као Карлајл Кален
- Ники Рид као Розали Хејл
- Келан Лац као Емет Кален
- Џексон Ратбон као Џаспер Хејл
- Ана Кендрик као Џесика Стенли
- Мајкл Шин као Аро
- Дакота Фанинг као Џејн
- Елизабет Ризер као Есме Кален
- Еди Гатеги као Лоран да Ревин
- Нут Сир као Хајди
- Мајкл Велч као Мајк Њутон
- Часке Спенсер као Сам Јули
- Тајсон Хаусман као Квил Атера
- Киова Гордон као Ембри Кол
- Алекс Мераз као Пол Лахот
- Бронсон Пелетје као Џаред Камерон
- Грејам Грин као Хари Клирвотер
- Гил Бермингам као Били Блек
- Кристијан Сератос као Анџела Вебер
- Џастин Чон као Ерик Јорки
- Тинсел Кори као Емили Јанг
- Џејми Кембел Бауер као Кај
- Кристофер Хејердал као Маркус
- Џастина Вочсбергер као Ђана
- Камерон Брајт као Алек
- Чарли Були Деметри
- Данијел Кадмор као Феликс